# Towada
Towada (十和田市; -shi) é uma cidade japonesa situada na província de Aomori.
Em 2003 a cidade tinha uma população estimada em 63 365 habitantes e uma densidade populacional de 200,02 h/km². Tem uma área total de 316,79 km².
Recebeu o estatuto de cidade a 1 de Fevereiro de 1955.

## Cidades-irmãs
- Hanamaki, Japão
- Tosa, Japão
- Lethbridge, Canadá